# Ян Вагнер
Ян Вагнер (на немски: Jan Wagner) е немски писател и преводач, автор на стихотворения, есета и проза

## Биография
Ян Вагнер е роден на 18 октомври 1971 г. в Хамбург. Полага матура през 1992 г. в Аренсбург и следва англицистика в Хамбургския университет, Тринити колидж в Дъблин и Хумболтовия университет в Берлин, където завършва с магистърска работа върху най-младото поколение в англо-ирландската лирика.
След като през 2001 г. излиза първата му стихосбирка, Вагнер става писател на свободна практика и преводач на английска и американска поезия. Стихотворенията му са публикувани в многобройни антологии и литературни списания. Като критик Вагнер пише рецензии за Франкфуртер Рундшау, за други вестници и за радиото.
От 2009 г. Вагнер е член на Баварската академия за изящни изкуства, от 2010 г. – на Академията на науките и литературата в Майнц, Немската академия за език и литература в Дармщат и немския ПЕН клуб. От 2015 г. е член на Свободната академия на изкуствата в Хамбург.
След 1995 г. Ян Вагнер живее в Берлин.

## Награди и отличия
- 1999: Hamburger Förderpreise für Literatur und literarische Übersetzungen
- 2000: Arbeitsstipendium des Berliner Senats
- 2001: Hamburger Förderpreise für Literatur und literarische Übersetzungen
- 2001: „Награда Херман Хесе“ (поощрение)
- 2001: Arbeitsstipendium des Deutschen Literaturfonds
- 2002: Stipendiat im Künstlerhaus Edenkoben
- 2003: Amsterdam-Stipendium der Stichting Culturele Uitwisseling Nederland Duitsland und des Berliner Senats
- 2003: Christine-Lavant-Publikumspreis
- 2004: Stipendium des Heinrich-Heine-Hauses Lüneburg
- 2004: „Меранска награда за поезия“
- 2004: „Награда Ана Зегерс“
- 2004: „Награда на Мондзе за поезия“
- 2005: „Награда Ернст Майстер за поезия“
- 2006: Arno-Reinfrank-Literaturpreis
- 2006: Arbeitsstipendium der Stiftung Preußische Seehandlung
- 2007: Casa Baldi-Stipendium der Deutschen Akademie Rom
- 2008: Max Kade Writer-in-Residence am Department of German Language and Literatures in Oberlin, Ohio (USA)
- 2008: Schriftstellerstipendium aus dem Else-Heiliger-Fonds der Konrad-Adenauer-Stiftung
- 2009: Arbeitsstipendium des Deutschen Literaturfonds
- 2009: Arbeitsstipendium des Berliner Senats
- 2009: Wilhelm-Lehmann-Preis
- 2009: Stipendium des Lessing-Preises der Freien und Hansestadt Hamburg
- 2011: „Награда Фридрих Хьолдерлин на град Тюбинген“
- 2011: Stipendium der Deutschen Akademie Rom Villa Massimo Rom
- 2011: „Кранихщайнска литературна награда“
- 2013: Paul Scheerbart-Preis der Heinrich Maria Ledig-Rowohlt-Stiftung
- 2014: Jahresstipendium der Carl Friedrich von Siemens Stiftung mit Aufenthalt in München
- 2015: Aufenthaltsstipendium der Villa Aurora
- 2015: „Награда Мьорике“ на град Фелбах
- 2015: „Награда на Лайпцигския панаир на книгата“ für den Gedichtband Regentonnenvariationen
- 2016: Samuel-Bogumil-Linde-Preis gemeinsam mit Kazimierz Brakoniecki
- 2017: Zhongkun International Poetry Award gemeinsam mit Zheng Min
- 2017: Stipendium des Künstlerhofes Schreyahn[3]
- 2017: „Награда Георг Бюхнер“[4]
- 2017: Hörspiel des Monats Juli für Gold.Revue